# Distrito Escolar Osborn
El Distrito Escolar Osborn (Osborn School District) es un distrito escolar del Condado de Maricopa, Arizona. Tiene su sede en Phoenix.
El primero maestro del distrito, G. W. VanDerzen, recibido un certificado de enseñanza en 1879. El distrito considera 1879 su año de establecimiento. El primero edificio escolar, Osborn School #1, abrió en 1887.
En 1998 el distrito estableció el programa bilingüe inglés-español.